# Chikkahalli, Mysore
Chikkahalli là một làng thuộc tehsil Mysore, huyện Mysore, bang Karnataka, Ấn Độ.